# Кувар, Дамбар
Дамбар Сингх Кувар (англ. Dambar Singh Kuwar; род. 1959) — непальский легкоатлет, выступавший в барьерном беге и десятиборье. Участник летних Олимпийских игр 1988 года.

## Биография
Дамбар Кувар родился в 1959 году.
Выступал в легкоатлетических соревнованиях за Непальскую армию из Катманду.
В 1988 году вошёл в состав сборной Непала на летних Олимпийских играх в Сеуле. В беге на 110 метров с барьерами в 1/8 финала занял последнее, 7-е место, показав результат 16,51 секунды и уступив 2,40 секунды попавшему в четвертьфинал с 7-го места У Чинь Цзину из Тайваня. В беге на 400 метров с барьерами в четвертьфинале занял последнее, 7-е место, показав результат 56,80 и уступив 6,50 секунды попавшему в полуфинал с 3-го места Джону Грэму из Канады. В десятиборье занял последнее, 34-е место, набрав 5339 очков и уступив 3149 очков завоевавшему золото Кристиану Шенку из ГДР.

## Личные рекорды
- Бег на 110 метров с барьерами — 15,6 (1990)[1]
- Бег на 400 метров с барьерами — 56,80 (23 сентября 1988, Сеул)[1]
- Десятиборье — 5355 (1987)[1]